# Écran publicitaire à LED

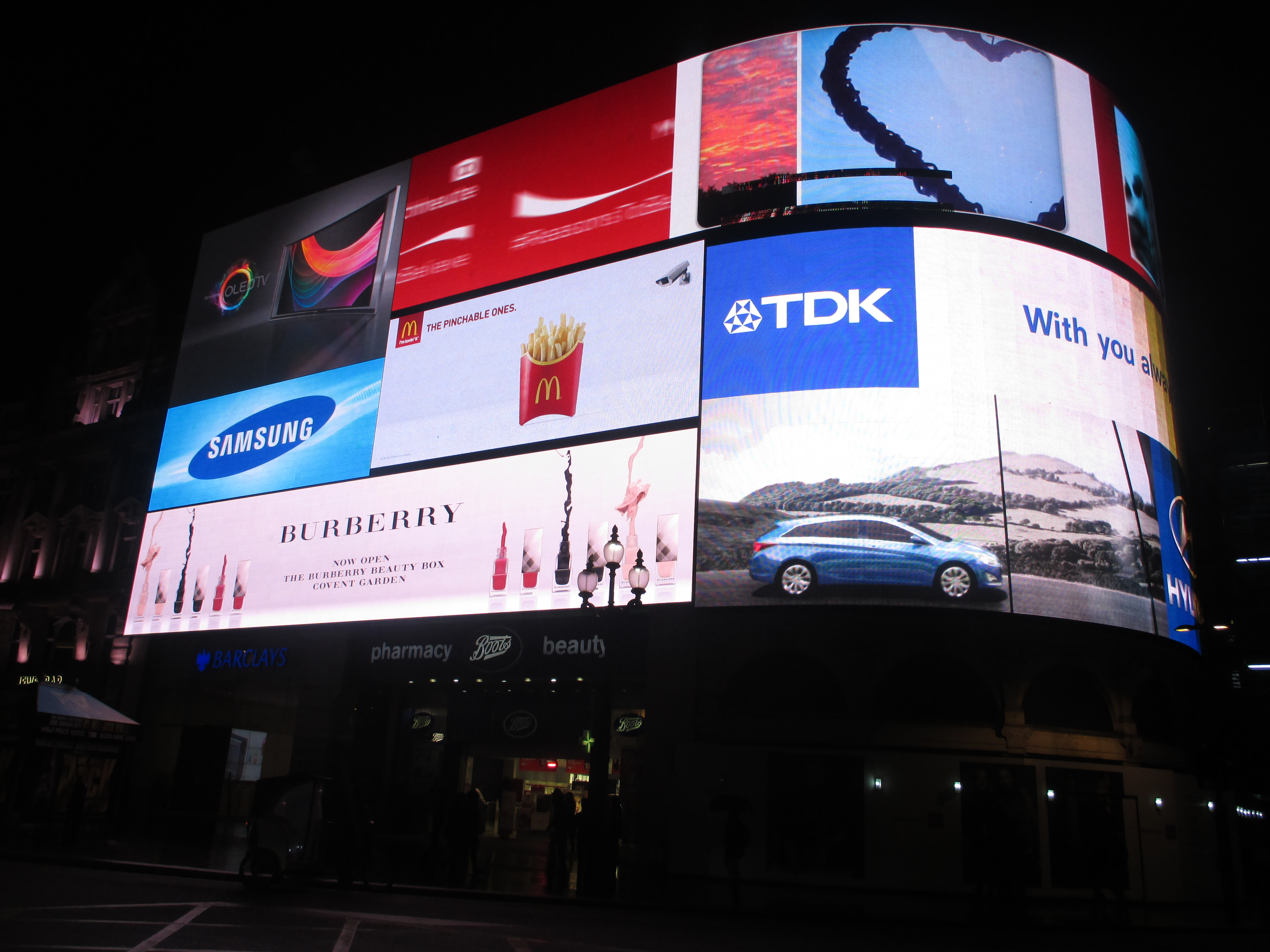
Écrans publicitaires géants à Piccadilly Circus.

Les écrans géants à LED ou écrans publicitaires à LED sont des supports, généralement publicitaires, lumineux composés de diodes électroluminescentes (DEL ou LED) permettant un affichage dynamique, très consommateurs d'électricité, et contribuant à la pollution lumineuse. Ils sont dangereux pour la sécurité routière lorsque visibles d'une route.

## Utilisations
Ils sont généralement utilisés pour diffuser de la publicité, des annonces, des informations, des vidéos de manifestations sportives, etc.) 
Les écrans géants à LED sont principalement présents dans les grandes villes  (comme supports informatifs… et lors de grandes manifestations) et dans certains centres commerciaux pour promouvoir leurs opérations.
Le secteur des boutiques et magasins utiliser parfois ce type d'écrans en intérieur (décoration, communication…) ainsi que des écrans LED d'affichage dynamique (en vitrine notamment). 

## Fonctionnement
Les écrans géants à LED ont été d'abord conçus pour l'extérieur, mais peuvent aussi être utilisés en intérieur.
Les écrans sont reliés à un ordinateur, en filaire ou sans fil (connexion éthernet, optique, VGA, Wi-Fi, Internet, HD…).
La LED permet de changer les informations du panneau en temps réel.
La technologie d'affichage repose sur la trichromie, les composants LEDS utilisés sont du type DIP, SMD ou COB.
Afin de déterminer la résolution de l'écran et donc sa finesse d'affichage nous utilisons l'unité de mesure Pitch exprimée en millimètres qui détermine la distance entre deux pixels (groupe de LEDS).
En France, l'écran LED du Parc des Expositions Porte de Versailles a reçu en 2018 l'Icona d'or du plus bel écran LED de France.

## Législation
Dans l'Union européenne, les écrans sont soumis aux normes de fabrication et de qualité inscrites dans la règlementation européenne.
La présence d'écrans publicitaires dans l'espace public est régie en France par les normes édictées au niveau des communes. Elle est soumise à autorisation, valable pour une durée maximum de huit ans
Début février 2020, une nouvelle proposition de loi a été déposée par la députée Delphine Batho, visant à durcir la réglementation sur la publicité par écran extérieur et vitrine.

## Dangers
« Des décennies de recherche en laboratoire ont prouvé que la présentation de stimuli rapidement changeants ou en mouvement dans la vision périphérique tend à inconsciemment « capturer » l'attention » (et donc attirer le regard). Les études du comportement des conducteurs sur autoroute ou routes nationales montrent « un changement significatif dans le nombre et la longueur des regards portés vers ces panneaux d'affichage, et une augmentation du pourcentage de temps passé à détourner le regard de la route en leur présence (...), particulièrement au moment où les panneaux d'affichage changent d'annonces publicitaires. Comme les stimuli liés à des changements visuels rapides sont difficiles à ignorer, l'augmentation prévue du nombre des affichages numériques changeant épisodiquement de contenu, près des routes, peut être considérée comme une potentiellement préoccupant pour la sécurité routière ».
En 2016, alors qu'environ 1 % de la publicité routière aux États-Unis était déjà de ce type (The Economist, 2013), des chercheurs alertaient sur le fait que la législation de sécurité routière est souvent en retard sur ce type d'« innovation », alors qu'on sait que ces écrans dynamiques attirent inévitablement le regard,, quand ils sont visibles de la route, interfèrent avec notre capacité d'attention à la route, aggravant le risque d'accident mortel, notamment quand les images diffusées jouent sur nos émotions (ce qui est l'une des bases de la publicité). 

## Consommation d'énergie
Ces écrans sont souvent décriés pour leur consommation d'énergie (outre leur contribution à la pollution lumineuse et leur capacité distractive). 
En réponse à la critique concernant l'énergie, un fabricant a conçu un nouveau type d'écran géant à Led dit à cathode commune (« common cathode »), présenté comme limitant l'échauffement de l'écran réduisant sa consommation électrique de 40 % environ (jusqu'à 75 % dans le meilleur des cas) par rapport à une  technologie « Anode LED display ». 
Le courant traverse les puces LED pour rejoindre une « cathode commune » dans une architecture qui diminue la chute de tension et de courant, tout en permettant d'alimenter indépendamment les LED rouge, verte et bleue, avec une tension spécifique à chaque type de Led (rouge, verte et bleue) en fonction de ses propriétés photoélectriques propres, avec à la clé environ 40 % d'énergie par rapport aux produits similaires sur le marché (75 % dans le meilleur des cas)[réf. nécessaire]. 